# Ертугрул Ташкиран
Ертугрул Ташкиран (тур. Ertuğrul Taşkıran, нар. 5 листопада 1989, Стамбул) — турецький футболіст, воротар клубу «Касимпаша».

## Клубна кар'єра
Народився 5 листопада 1989 року в місті Стамбул. Вихованець юнацьких команд футбольних клубів «Карталспор» та «Фенербахче».
З 2010 року перебував у структурі «Фенербахче», проте за сезон лише двічі потрапив у заявку команди і на поле за основну команду не виходив, проте став чемпіоном Туреччини. Перед сезоном 2011/12 був відданий в оренду в «Самсунспор», але не врятував команду від вильоту, після чого ще два сезони грав в оренді за «Кайсеріспор», з яким за підсумками сезону 2013/14 зайняв останнє місце і також вилетів з Суперліги. В сезоні 2014/15 також на правах оренди грав за «Сівасспор».
Влітку 2015 року  Ташкиран повернувся в «Фенербахче», де став третім воротарем після Волкана Демірела та Фабіану.

## Виступи за збірні
2010 року дебютував у складі юнацької збірної Туреччини, взяв участь у 14 іграх на юнацькому рівні.
Протягом 2012–2013 років залучався до складу молодіжної збірної Туреччини. На молодіжному рівні зіграв у 9 офіційних матчах.

## Титули і досягнення
- Чемпіон Туреччини (1):

«Фенербахче»: 2010–11